# Phare de Cat Island
Le phare de Cat Island (en anglais : Cat Island Light), était un phare situé sur l'île côtière de Cat Island dans le comté de Harrison au Mississippi. Construit à l'origine pour guider la navigation dans le détroit du Mississippi, il a été abandonné en 1937 car le trafic s'est déplacé plus au sud.

## Histoire

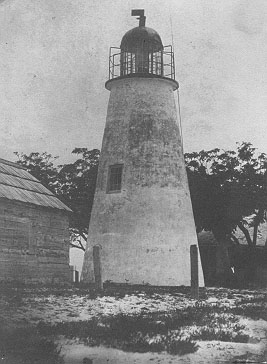
Phare de 1831

Le premier phare à cet endroit a été érigé en 1831, à la suite d'un crédit en 1827. Le contrat a été attribué à Winslow Lewis , qui a également construit le Pass Christian Light (en) dans le cadre du même contrat. Sa [Quoi ?] a été confié à Lazarus Baukens, qui a érigé une tour de brique conique de conception identique à celle utilisée pour le Pass Christian. En 1857, son système d'éclairage d'origine fut remplacé par une lentille de Fresnel et en 1859 une nouvelle lanterne fut construite.
La tour fut constamment menacée par l'érosion et, en 1855, la maison du gardien d'origine lors de l'ouragan. La tour a été endommagée par un ouragan en 1860 et incendiée par les Confédérés pendant la guerre de Sécession. Après la guerre, la lanterne a été utilisée pour le phare de Tchefuncte River et, en 1872, les briques ont été retirées pour servir d'enrochement à la construction du feu défaillant de l'île St. Joseph.
En 1871, un nouveau phare a été érigé, une structure carrée en pile de vis (screw-pile lighthouse) . L'érosion et les tempêtes ont continué à poser problème, et en 1900, des enrochements ont été empilés autour des piles pour le stabiliser. En 1937, le feu a été arrêté en raison de la diminution du trafic dans la région. La maison du gardien fut abandonnée et a finalement brûlée en 1961. La fondation métallique continue de subsister et apparaît comme un danger sur les cartes nautiques.
Identifiant : ARLHS : USA-145 .

### Lien connexe
- Liste des phares du Mississippi